# Kanton Gap-Sud-Ouest
Kanton Gap-Sud-Ouest (fr. Canton de Gap-Sud-Ouest) je francouzský kanton v departementu Hautes-Alpes v regionu Provence-Alpes-Côte d'Azur. Tvoří ho pouze jihozápadní část města Gap.